# Lucas Ocampos
Lucas Ariel Ocampos (* 11. Juli 1994 in Quilmes) ist ein argentinischer Fußballspieler, der beim CF Monterrey unter Vertrag steht.

## Karriere

### Verein
Ocampos begann seine Profifußballerkarriere 2011 bei River Plate, mit dem er 2012 als Meister den Aufstieg von der Primera B Nacional in die Primera División schaffte.
2012 wechselte er für 13 Millionen Euro Ablöse in die französische Ligue 1 zum AS Monaco. Dort unterschrieb er einen Vertrag bis 2017. In der Saison 2012/13 gewann er mit der AS Monaco die Meisterschaft der zweiten französischen Liga und stieg somit in die erste französische Liga auf, der Ligue 1. Seinen ersten Treffer in der Ligue 1 erzielte er am 5. Oktober 2013 bei einem 2:1-Sieg über AS Saint-Étienne.
Ende Februar 2015 wechselte Ocampos bis zum Ende der Saison 2014/15 zunächst auf Leihbasis zu Olympique Marseille. Nach der Saison wurde er fest verpflichtet.
Am 3. Juli 2019 unterzeichnete Ocampos einen Vertrag über Spielzeiten beim FC Sevilla, der eine Ablöse von 15 Millionen Euro zahlte. Kurz vor Schließung des Sommertransferfensters 2022 wurde Ocampos gegen eine Leihgebühr von vier Millionen Euro sowie mit einer Kaufoption über 16 Millionen Euro an Ajax Amsterdam ausgeliehen. Nach vier Kurzeinsätzen in der Eredivisie kehrte er am 18. Januar 2023 nach Sevilla zurück. Danach bestritt er 16 von 21 möglichen Ligaspielen für Sevilla, in denen er vier Tore schoss, ein Pokalspiel und neun Spiele in der Europa League mit einem Tor. Die Saison endete mit dem Gewinn der Europa League 2022/23.
Im September 2024 wechselte er nach Mexiko zum CF Monterrey.

### Nationalmannschaft
Ocampos spielte für die U-15 sowie die U-17 seines Landes und erzielte insgesamt 5 Tore in 12 Spielen. Am 9. Oktober 2019 schoss er in seinem Debüt für die A-Nationalmannschaft Argentiniens im Signal Iduna Park, Dortmund, das Ausgleichstor beim 2:2-Unentschieden im Freundschaftsspiel gegen Deutschland. Am 13. Oktober 2019 erzielte er im Estadio Manuel Martínez Valero, Alicante, Spanien sein zweites Tor in zwei Spielen beim 6:1-Sieg gegen Ecuador.

## Titel und Erfolge

### Vereine
River Plate
- Aufstieg in die Primera División: 2012

AS Monaco
- Aufstieg in die Ligue 1: 2013

FC Sevilla
- Europa-League-Sieger: 2020, 2023